# Bonan
Die Bonan (保安族) bzw. Bao’an sind (wie die Dongxiang) eine mongolischstämmige muslimische ethnische Minderheit der Volksrepublik China und gehören zu den 56 offiziell anerkannten Nationalitäten des Landes. Die Bevölkerungszahl beträgt 20.077 (Zensus 2010).
Neben den Dongxiang gehören die Bonan zu den kleineren Volksgruppen im nördlichen China. Es ist schwer, ihre Geschichte eindeutig zurückzuverfolgen. Nach einer Überlieferung sind die Bonan Nachkommen zum Islam übergetretener mongolischer Soldaten, die sich nach dem Mongolensturm, in dem mongolische Heere weite Teile Asiens überrannten, vor 1368 in dieser Region niederließen. Über viele Generationen hinweg heirateten die Bonan und die benachbarten Tibeter, die Hui und die Han-Chinesen untereinander. Bis zum 19. Jahrhundert traten auch sie zum Islam über.
Die Bonan leben in den nordwestlichen Provinzen Gansu und Qinghai. Zusammen mit den Dongxiang teilen sie sich den Autonomen Kreis Jishishan im Autonomen Bezirk Linxia der Hui. Die meisten Bonan sind Bauern, die vorwiegend Weizen und Roggen anbauen. Sie handeln aber auch mit Holz, stellen Holzkohle her oder sind Silberschmiede. Die Bonan fertigen die in der ganzen Region berühmten Bonanmesser an. Das Messer wird aus Messing oder Kupfer hergestellt und der Griff wird kunstvoll aus Tierknochen geschnitzt.

## Verbreitung der Bonan auf Provinzebene nach den Daten des Zensus 2010 (Stichtag 1. November 2010)
| Gebiet              | Zahl   | Anteil   |
| ------------------- | ------ | -------- |
| Volksrepublik China | 20.077 | 100,00 % |
| Gansu               | 18.170 | 090,50 % |
| Qinghai             | 0 904  | 04,50 %  |
| Xinjiang            | 0 568  | 02,83 %  |
| Innere Mongolei     | 0 90   | 00,45 %  |
| Yunnan              | 0 49   | 00,24 %  |
| Sichuan             | 0 43   | 00,21 %  |
| Jiangsu             | 0 32   | 00,16 %  |
| Guangdong           | 0 25   | 00,12 %  |
| Peking              | 0 24   | 00,12 %  |
| Ningxia             | 0 21   | 00,10 %  |
| Zhejiang            | 0 17   | 00,085 % |
| Shanghai            | 0 16   | 00,080 % |
| Anhui               | 0 15   | 00,075 % |
| Tibet               | 0 15   | 00,075 % |
| Hunan               | 0 13   | 00,065 % |
| Tianjin             | 0 10   | 00,050 % |
| Chongqing           | 0 9    | 00,045 % |
| Guizhou             | 0 8    | 00,040 % |
| Hebei               | 0 7    | 00,035 % |
| Shandong            | 0 7    | 00,035 % |
| Jilin               | 0 6    | 00,030 % |
| Hubei               | 0 6    | 00,030 % |
| Fujian              | 0 5    | 00,025 % |
| Henan               | 0 4    | 00,020 % |
| Shaanxi             | 0 4    | 00,020 % |
| Heilongjiang        | 0 3    | 00,015 % |
| VBA                 | 0 3    | 00,015 % |
| Liaoning            | 0 2    | 00,010 % |
| Guangxi             | 0 1    | 00,005 % |
| Shanxi              | 0      | 00,00 %  |
| Jiangxi             | 0      | 00,00 %  |
| Hainan              | 0      | 00,00 %  |